# Lissocampus fatiloquus
Lissocampus fatiloquus är en fiskart som först beskrevs av Gilbert Percy Whitley 1943.  Lissocampus fatiloquus ingår i släktet Lissocampus och familjen kantnålsfiskar. Inga underarter finns listade i Catalogue of Life.